# Orocharis lividus
Orocharis lividus är en insektsart som beskrevs av Lucien Chopard 1912. Orocharis lividus ingår i släktet Orocharis och familjen syrsor. Inga underarter finns listade i Catalogue of Life.